# Urotheca
Urotheca is een geslacht van slangen uit de familie toornslangachtigen (Colubridae) en de onderfamilie Dipsadinae.

## Naam en indeling
Er zijn acht verschillende soorten, de wetenschappelijke naam van de groep werd voor het eerst voorgesteld door Gabriel Bibron in 1843. De slangen werden eerder aan andere geslachten toegekend, zoals Ablabes, Tachymenis, Rhadinaea, Liophis en Calamaria.

## Uiterlijke kenmerken
Deze slangen zijn vrij slank, het lichaam heeft een cilindrische vorm. De schubben zijn glad, op het midden van het lichaam zijn zeventien rijen schubben in de lengte aanwezig. Veel soorten hebben een bruine lichaamskleur met lichtere lengtestrepen, enkele soorten bootsen de giftige koraalslangen na en hebben bonte lichaamskleuren.
De staart is relatief dik en lang, deze kan 35 tot meer dan 45 procent van de totale lichaamslengte bedragen. De staart breekt gemakkelijk af en de meeste in het wild aangetroffen exemplaren hebben een incomplete staart. De staart groeit niet meer aan, in tegenstelling tot wat van veel hagedissen bekend is.

## Levenswijze
De slangen zijn overwegend overdag actief en leven op de bodem. De vrouwtjes zetten eieren af. Op het menu staan kleine gewervelde dieren zoals amfibieën.

## Verspreiding en habitat
De soorten komen voor in delen van Midden- en Zuid-Amerika en leven in de landen Costa Rica, Panama, Nicaragua, Ecuador, Colombia, Venezuela en Honduras. De habitat bestaat uit vochtige tropische en subtropische bossen, zowel in laaglanden als in bergstreken, en in droge tropische en subtropische bossen

## Beschermingsstatus
Door de internationale natuurbeschermingsorganisatie IUCN is aan zeven soorten een beschermingsstatus toegewezen. Vijf soorten worden beschouwd als 'veilig' (Least Concern of LC) en twee als 'onzeker' (Data Deficient of DD).

### Soorten
Het geslacht omvat de volgende soorten, met de auteur en het verspreidingsgebied.
| Naam                  | Auteur                 | Verspreidingsgebied                               | Beschermingsstatus |
| --------------------- | ---------------------- | ------------------------------------------------- | ------------------ |
| Urotheca decipiens    | Günther, 1893          | Honduras, Nicaragua, Costa Rica, Panama, Colombia | Niet geëvalueerd   |
| Urotheca dumerilli    | Bibron, 1840           | Colombia                                          |                    |
| Urotheca fulviceps    | Cope, 1886             | Costa Rica, Panama, Ecuador, Colombia, Venezuela  |                    |
| Urotheca guentheri    | Dunn, 1938             | Nicaragua, Costa Rica, Panama, Honduras           |                    |
| Urotheca lateristriga | Berthold, 1859         | Colombia, Ecuador                                 |                    |
| Urotheca multilineata | Peters, 1863           | Colombia, Venezuela                               |                    |
| Urotheca myersi       | Savage & Lahanas, 1989 | Costa Rica                                        |                    |
| Urotheca pachyura     | Cope, 1875             | Costa Rica, Panama, Nicaragua, Colombia           |                    |